# Cro (Rapper)/Diskografie
Diese Diskografie ist eine Übersicht über die musikalischen Werke des deutschen Rappers Cro und seines Pseudonyms Lyr1c. Den Schallplattenauszeichnungen zufolge hat er bisher mehr als zehn Millionen Tonträger verkauft. Er verkaufte alleine in seiner Heimat über 9,6 Millionen Tonträger und zählt damit zu den Interpreten mit den meisten Tonträgerverkäufen des Landes. Seine erfolgreichste Veröffentlichung ist die Single Traum mit über 1,06 Millionen verkauften Einheiten. Diese avancierte zum Millionenseller in Deutschland und zählt damit zu den meistverkauften Singles des Landes.

## Alben

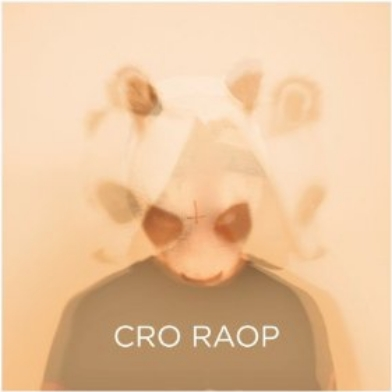
„Raop“

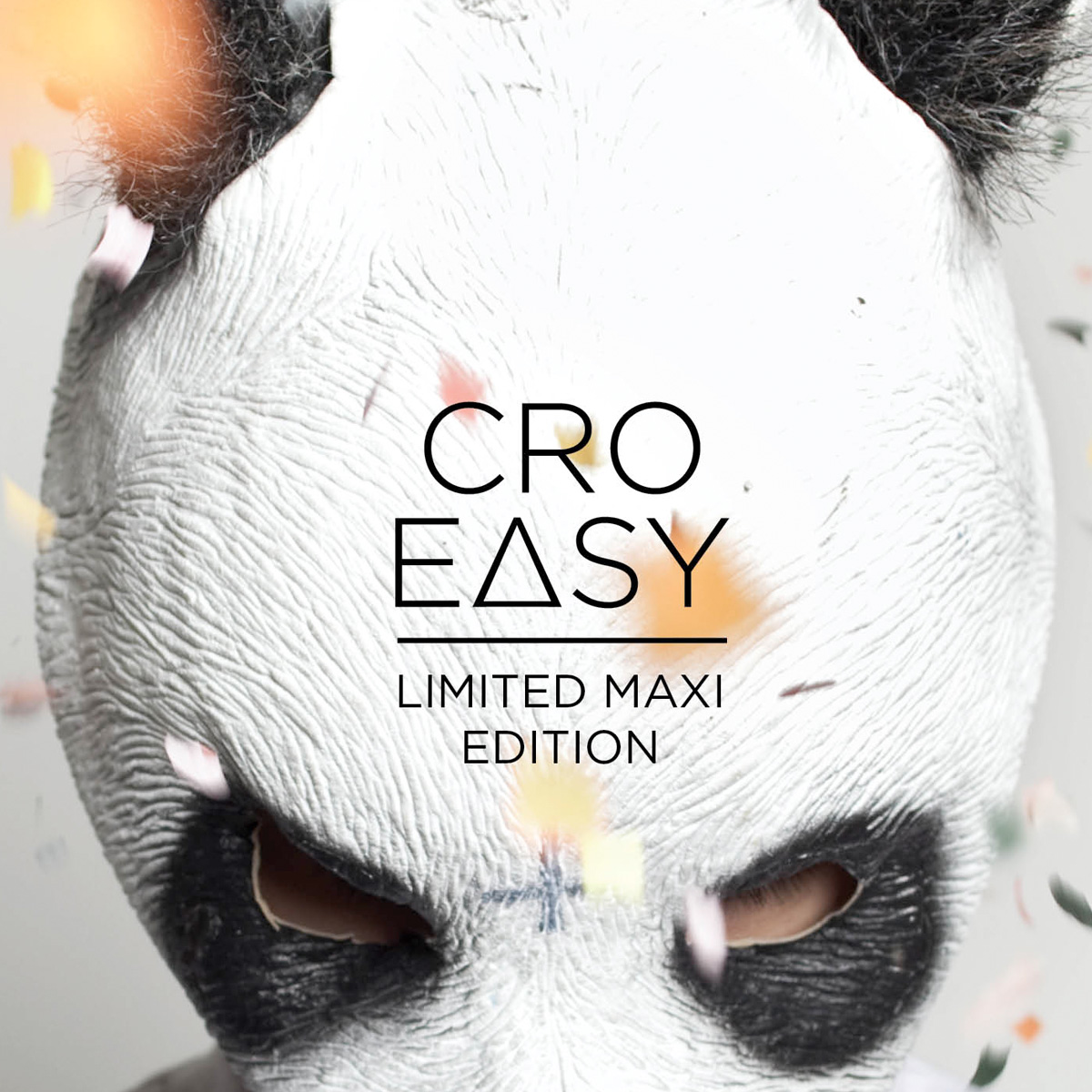
„Easy (Limited Maxi Edition)“

### Studioalben
| Jahr | Titel Musiklabel                     | Höchstplatzierung, Gesamtwochen, AuszeichnungChartplatzierungen (Jahr, Titel, Musiklabel, Platzierungen, Wochen, Auszeichnungen, Anmerkungen) | Höchstplatzierung, Gesamtwochen, AuszeichnungChartplatzierungen (Jahr, Titel, Musiklabel, Platzierungen, Wochen, Auszeichnungen, Anmerkungen) | Höchstplatzierung, Gesamtwochen, AuszeichnungChartplatzierungen (Jahr, Titel, Musiklabel, Platzierungen, Wochen, Auszeichnungen, Anmerkungen) | Anmerkungen                                                 |
| Jahr | Titel Musiklabel                     | DE | AT | CH | Anmerkungen                                                 |
| ---- | ------------------------------------ | --- | --- | --- | ----------------------------------------------------------- |
| 2012 | Raop Chimperator Productions (GA)    | DE1 ×7Siebenfachgold · (… Wo.)DE | AT1 Platin · (177 Wo.)AT | CH7 Gold · (104 Wo.)CH | Erstveröffentlichung: 6. Juli 2012 Verkäufe: + 735.000      |
| 2014 | Melodie Chimperator Productions (GA) | DE1 ×3Dreifachgold · (… Wo.)DE | AT1 Platin · (43 Wo.)AT | CH1 Gold · (33 Wo.)CH | Erstveröffentlichung: 6. Juni 2014 Verkäufe: + 325.000      |
| 2017 | tru. Chimperator Productions (GA)    | DE1 Gold · (21 Wo.)DE | AT1 (11 Wo.)AT | CH2 (6 Wo.)CH | Erstveröffentlichung: 8. September 2017 Verkäufe: + 100.000 |
| 2021 | Trip Urban Records (UMG)             | DE1 (42 Wo.)DE | AT2 Gold · (54 Wo.)AT | CH8 (12 Wo.)CH | Erstveröffentlichung: 30. April 2021 Verkäufe: + 7.500      |
| 2022 | 11:11 Urban Records (UMG)            | DE1 (9 Wo.)DE | AT1 (9 Wo.)AT | CH3 (4 Wo.)CH | Erstveröffentlichung: 11. August 2022                       |

### Livealben
| Jahr | Titel Musiklabel                                | Höchstplatzierung, Gesamtwochen, AuszeichnungChartplatzierungen (Jahr, Titel, Musiklabel, Platzierungen, Wochen, Auszeichnungen, Anmerkungen) | Höchstplatzierung, Gesamtwochen, AuszeichnungChartplatzierungen (Jahr, Titel, Musiklabel, Platzierungen, Wochen, Auszeichnungen, Anmerkungen) | Höchstplatzierung, Gesamtwochen, AuszeichnungChartplatzierungen (Jahr, Titel, Musiklabel, Platzierungen, Wochen, Auszeichnungen, Anmerkungen) | Anmerkungen                                            |
| Jahr | Titel Musiklabel                                | DE | AT | CH | Anmerkungen                                            |
| ---- | ----------------------------------------------- | --- | --- | --- | ------------------------------------------------------ |
| 2015 | MTV Unplugged: Cro Chimperator Productions (GA) | DE1 Platin · (54 Wo.)DE | AT1 Gold · (31 Wo.)AT | CH1 (26 Wo.)CH | Erstveröffentlichung: 3. Juli 2015 Verkäufe: + 207.500 |

### Mixtapes
| Jahr | Titel Musiklabel                   | Höchstplatzierung, Gesamtwochen, AuszeichnungChartplatzierungen (Jahr, Titel, Musiklabel, Platzierungen, Wochen, Auszeichnungen, Anmerkungen) | Höchstplatzierung, Gesamtwochen, AuszeichnungChartplatzierungen (Jahr, Titel, Musiklabel, Platzierungen, Wochen, Auszeichnungen, Anmerkungen) | Höchstplatzierung, Gesamtwochen, AuszeichnungChartplatzierungen (Jahr, Titel, Musiklabel, Platzierungen, Wochen, Auszeichnungen, Anmerkungen) | Anmerkungen                            |
| Jahr | Titel Musiklabel                   | DE | AT | CH | Anmerkungen                            |
| ---- | ---------------------------------- | --- | --- | --- | -------------------------------------- |
| 2009 | Trash Selbstverlag                 | — | — | — | Erstveröffentlichung: 2009 als Lyr1c   |
| 2011 | Meine Musik Selbstverlag           | — | — | — | Erstveröffentlichung: 2. Februar 2011  |
| 2011 | Easy Chimperator Productions (GA)  | DE13 a (1 Wo.)DE | — | — | Erstveröffentlichung: 2. Dezember 2011 |
| 2013 | Sunny Chimperator Productions (GA) | — | — | — | Erstveröffentlichung: 29. Juni 2013    |

### Soundtracks
| Jahr | Titel Musiklabel                                   | Anmerkungen                           |
| ---- | -------------------------------------------------- | ------------------------------------- |
| 2016 | Unsere Zeit ist jetzt Chimperator Productions (GA) | Erstveröffentlichung: 7. Oktober 2016 |

### EPs
| Jahr | Titel Musiklabel                    | Höchstplatzierung, Gesamtwochen, AuszeichnungChartplatzierungen (Jahr, Titel, Musiklabel, Platzierungen, Wochen, Auszeichnungen, Anmerkungen) | Höchstplatzierung, Gesamtwochen, AuszeichnungChartplatzierungen (Jahr, Titel, Musiklabel, Platzierungen, Wochen, Auszeichnungen, Anmerkungen) | Höchstplatzierung, Gesamtwochen, AuszeichnungChartplatzierungen (Jahr, Titel, Musiklabel, Platzierungen, Wochen, Auszeichnungen, Anmerkungen) | Anmerkungen                           |
| Jahr | Titel Musiklabel                    | DE | AT | CH | Anmerkungen                           |
| ---- | ----------------------------------- | --- | --- | --- | ------------------------------------- |
| 2023 | Spacejam EP Truworks Records (Sony) | DE5 (3 Wo.)DE | AT6 (2 Wo.)AT | CH14 (2 Wo.)CH | Erstveröffentlichung: 25. August 2023 |

## Singles

### Als Leadmusiker

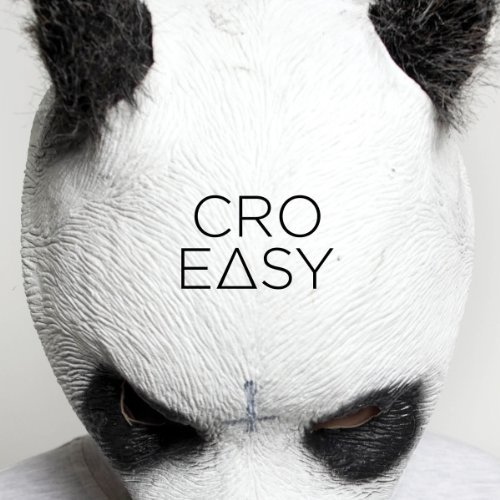
„Easy“

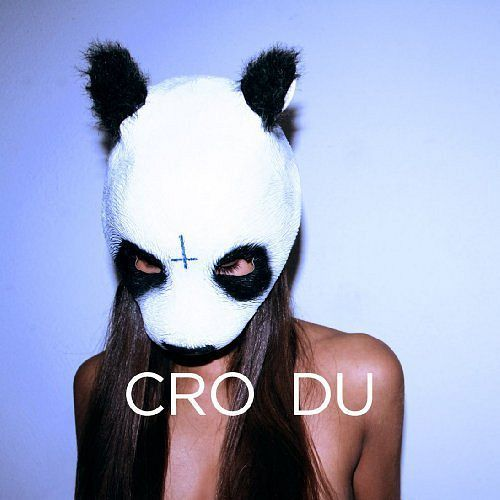
„Du“

| Jahr | Titel Album                                               | Höchstplatzierung, Gesamtwochen, AuszeichnungChartplatzierungen (Jahr, Titel, Album, Platzierungen, Wochen, Auszeichnungen, Anmerkungen) | Höchstplatzierung, Gesamtwochen, AuszeichnungChartplatzierungen (Jahr, Titel, Album, Platzierungen, Wochen, Auszeichnungen, Anmerkungen) | Höchstplatzierung, Gesamtwochen, AuszeichnungChartplatzierungen (Jahr, Titel, Album, Platzierungen, Wochen, Auszeichnungen, Anmerkungen) | Anmerkungen |
| Jahr | Titel Album                                               | DE | AT | CH | Anmerkungen |
| --- | --------------------------------------------------------- | --- | --- | --- | --- |
| 2012 | Easy Raop                                                 | DE2 ×3Dreifachplatin · (51 Wo.)DE | AT4 Platin · (53 Wo.)AT | CH22 Platin · (43 Wo.)CH | Erstveröffentlichung: 23. März 2012 Verkäufe: + 960.000                                                                  |
| 2012 | Du Raop                                                   | DE2 ×2Doppelplatin · (31 Wo.)DE | AT10 Gold · (28 Wo.)AT | CH42 Gold · (18 Wo.)CH | Erstveröffentlichung: 29. Juni 2012 Verkäufe: + 630.000                                                                  |
| 2012 | King of Raop Raop                                         | DE24 (4 Wo.)DE | AT63 (1 Wo.)AT | — | Erstveröffentlichung: 30. Juni 2012                                                                                      |
| 2012 | Meine Zeit Raop                                           | DE33 (2 Wo.)DE | AT69 (1 Wo.)AT | — | Erstveröffentlichung: 1. Juli 2012                                                                                       |
| 2012 | 1.000.000 Pandas Einmal um die Welt (Bonus-Track-Version) | — | AT26 (2 Wo.)AT | — | Erstveröffentlichung: 12. Oktober 2012                                                                                   |
| 2012 | Einmal um die Welt Raop                                   | DE8 ×3Dreifachgold · (67 Wo.)DE | AT1 Platin · (66 Wo.)AT | CH27 Gold · (21 Wo.)CH | Erstveröffentlichung: 2. November 2012 Verkäufe: + 495.000                                                               |
| 2013 | Whatever Raop +5                                          | DE1 ×3Dreifachgold · (30 Wo.)DE | AT3 Platin · (26 Wo.)AT | CH6 Gold · (14 Wo.)CH | Erstveröffentlichung: 28. Juni 2013 Verkäufe: + 495.000                                                                  |
| 2014 | Traum / Dream (Englischsprachige Version) Melodie         | DE1 Diamant · (51 Wo.)DE | AT1 Platin · (43 Wo.)AT | CH1 Platin · (30 Wo.)CH | Erstveröffentlichung: 9. Mai 2014 (DE-Version) Erstveröffentlichung: 19. Februar 2015 (EN-Version) Verkäufe: + 1.060.000 |
| 2014 | Bad Chick Melodie                                         | DE9 ×3Dreifachgold · (26 Wo.)DE | AT28 (19 Wo.)AT | CH69 (1 Wo.)CH | Erstveröffentlichung: 5. September 2014 Verkäufe: + 900.000                                                              |
| 2014 | Hey Girl Melodie                                          | DE35 Gold · (21 Wo.)DE | AT52 (4 Wo.)AT | CH34 (2 Wo.)CH | Erstveröffentlichung: 7. November 2014 Verkäufe: + 200.000                                                               |
| 2015 | Bye Bye (MTV Unplugged) MTV Unplugged: Cro                | DE1 ×2Doppelplatin · (31 Wo.)DE | AT2 (23 Wo.)AT | CH7 (26 Wo.)CH | Erstveröffentlichung: 26. Juni 2015 Verkäufe: + 800.000                                                                  |
| 2015 | Melodie (MTV Unplugged) MTV Unplugged: Cro                | DE44 Gold · (18 Wo.)DE | AT14 (17 Wo.)AT | CH49 (1 Wo.)CH | Erstveröffentlichung: 23. Oktober 2015 Verkäufe: + 200.000                                                               |
| 2017 | Unendlichkeit Tru.                                        | DE13 ×3Dreifachgold · (22 Wo.)DE | AT15 Gold · (20 Wo.)AT | CH42 (3 Wo.)CH | Erstveröffentlichung: 2. Juni 2017 Verkäufe: + 615.000                                                                   |
| 2017 | Todas Tru.                                                | DE65 (1 Wo.)DE | AT55 (1 Wo.)AT | — | Erstveröffentlichung: 29. September 2017 feat. Wyclef Jean                                                               |
| 2018 | Computiful (Carlifornia RMX) –                            | — | — | — | Erstveröffentlichung: 9. Februar 2018                                                                                    |
| 2018 | 10419 –                                                   | DE24 (3 Wo.)DE | AT29 Gold · (2 Wo.)AT | CH78 (1 Wo.)CH | Erstveröffentlichung: 7. September 2018 Verkäufe: + 15.000; mit Trettmann & KitschKrieg                                  |
| 2018 | oneway –                                                  | DE48 (1 Wo.)DE | AT41 (1 Wo.)AT | — | Erstveröffentlichung: 28. September 2018                                                                                 |
| 2018 | Victoria’s Secret –                                       | DE86 (1 Wo.)DE | AT70 (1 Wo.)AT | — | Erstveröffentlichung: 9. November 2018                                                                                   |
| 2020 | Fall auf –                                                | DE36 (1 Wo.)DE | AT20 (2 Wo.)AT | CH74 (1 Wo.)CH | Erstveröffentlichung: 13. August 2020 mit Badchieff                                                                      |
| 2020 | Endless Summer Trip                                       | DE— cDE | — | — | Erstveröffentlichung: 17. September 2020                                                                                 |
| 2020 | LMF2 Trip                                                 | — | — | — | Erstveröffentlichung: 23. Oktober 2020                                                                                   |
| 2020 | Dich Trip                                                 | DE90 (1 Wo.)DE | AT65 (1 Wo.)AT | — | Erstveröffentlichung: 20. November 2020                                                                                  |
| 2020 | Hoch Trip                                                 | DE— dDE | AT70 (1 Wo.)AT | — | Erstveröffentlichung: 4. Dezember 2020                                                                                   |
| 2021 | Alles dope Trip                                           | DE22 (5 Wo.)DE | AT14 (4 Wo.)AT | CH62 (2 Wo.)CH | Erstveröffentlichung: 28. Januar 2021                                                                                    |
| 2021 | SYGL Trip                                                 | DE9 (4 Wo.)DE | AT9 (3 Wo.)AT | CH33 (1 Wo.)CH | Erstveröffentlichung: 5. März 2021 feat. Shindy                                                                          |
| 2021 | Smooth Trip                                               | DE51 (2 Wo.)DE | AT46 (1 Wo.)AT | CH96 (1 Wo.)CH | Erstveröffentlichung: 26. März 2021                                                                                      |
| 2021 | Hör nicht auf Trip                                        | DE45 (3 Wo.)DE | AT44 (1 Wo.)AT | — | Erstveröffentlichung: 15. April 2021 feat. Teesy                                                                         |
| 2021 | Superwoman Trip                                           | DE56 (2 Wo.)DE | AT42 (2 Wo.)AT | — | Erstveröffentlichung: 20. April 2021                                                                                     |
| 2021 | Nice! Trip                                                | DE— eDE | — | — | Erstveröffentlichung: 21. April 2021                                                                                     |
| 2021 | Blessed Trip                                              | DE2 Gold · (13 Wo.)DE | AT2 Platin · (11 Wo.)AT | CH8 (6 Wo.)CH | Erstveröffentlichung: 30. April 2021 Verkäufe: + 230.000; feat. Capital Bra                                              |
| 2021 | Dein Song –                                               | DE15 (4 Wo.)DE | AT19 (3 Wo.)AT | CH37 (1 Wo.)CH | Erstveröffentlichung: 29. Oktober 2021                                                                                   |
| 2021 | Easy X                                                    | DE88 (1 Wo.)DE | — | — | Erstveröffentlichung: 26. November 2021 feat. Felix Jaehn                                                                |
| 2022 | Ich liebe… –                                              | DE24 (3 Wo.)DE | AT26 (2 Wo.)AT | CH56 (1 Wo.)CH | Erstveröffentlichung: 14. Januar 2022 mit Badchieff & Edo Saiya feat. Majan                                              |
| 2022 | Ja –                                                      | DE64 (1 Wo.)DE | AT60 (1 Wo.)AT | — | Erstveröffentlichung: 17. Februar 2022                                                                                   |
| 2022 | Crobot 11:11                                              | DE33 (2 Wo.)DE | AT39 (1 Wo.)AT | CH65 (1 Wo.)CH | Erstveröffentlichung: 7. April 2022 feat. Miksu/Macloud                                                                  |
| 2022 | Freiheit 11:11                                            | DE63 (1 Wo.)DE | AT71 (1 Wo.)AT | — | Erstveröffentlichung: 2. Juni 2022                                                                                       |
| 2022 | High 11:11                                                | DE24 (12 Wo.)DE | AT24 Gold · (8 Wo.)AT | CH62 (1 Wo.)CH | Erstveröffentlichung: 16. Juni 2022 Verkäufe: + 15.000; feat. Claudia Valentina                                          |
| 2022 | Fallin 11:11                                              | DE59 (1 Wo.)DE | AT53 (1 Wo.)AT | — | Erstveröffentlichung: 21. Juli 2022                                                                                      |
| 2022 | Facetime Luv 11:11                                        | DE81 (1 Wo.)DE | — | — | Erstveröffentlichung: 4. August 2022                                                                                     |
| 2023 | Sie –                                                     | DE25 (2 Wo.)DE | AT31 (1 Wo.)AT | CH72 (1 Wo.)CH | Erstveröffentlichung: 10. Februar 2023                                                                                   |
| 2023 | So Bad Spacejam EP                                        | DE31 (1 Wo.)DE | AT28 (1 Wo.)AT | CH77 (1 Wo.)CH | Erstveröffentlichung: 2. Juni 2023                                                                                       |
| 2023 | Nie weg Spacejam EP                                       | DE59 (1 Wo.)DE | — | — | Erstveröffentlichung: 21. Juli 2023                                                                                      |
| 2023 | Nie wieder normal Spacejam EP                             | DE29 (3 Wo.)DE | AT47 (1 Wo.)AT | CH74 (1 Wo.)CH | Erstveröffentlichung: 24. August 2023 feat. Blumengarten                                                                 |
| 2024 | Boom –                                                    | DE50 (1 Wo.)DE | AT61 (1 Wo.)AT | — | Erstveröffentlichung: 24. Oktober 2024 mit Bunt.                                                                         |
| 2024 | Herz –                                                    | — | — | — | Erstveröffentlichung: 6. Dezember 2024 mit Bunt.                                                                         |
| 2025 | Märchenwald –                                             | DE31 (7 Wo.)DE | AT25 (2 Wo.)AT | CH88 (1 Wo.)CH | Erstveröffentlichung: 7. März 2025 mit Jolle                                                                             |
| 2025 | Bad Boi –                                                 | DE98 (1 Wo.)DE | — | — | Erstveröffentlichung: 4. Juli 2025                                                                                       |
| Folgende Lieder erschienen nicht als Single, wurden aber durch das Album zum Download und Streaming bereitgestellt und konnten somit eine Platzierung erlangen: |                                                           | | | | |
| |                                                           | | | | |
| 2012 | Hi Kids Easy (Mixtape)                                    | DE57 Platin · (21 Wo.)DE | AT50 (13 Wo.)AT | — | Charteinstieg: 15. Juni 2012 Verkäufe: + 300.000; B-Seite von Easy                                                       |
| 2012 | Ein Teil Raop                                             | DE95 Platin · (1 Wo.)DE | — | — | Charteinstieg: 20. Juli 2012 Verkäufe: + 300.000                                                                         |
| 2012 | Nie mehr Raop                                             | DE98 Gold · (1 Wo.)DE | — | — | Charteinstieg: 20. Juli 2012 Verkäufe: + 150.000                                                                         |
| 2012 | Starting Over Einmal um die Welt EP                       | DE43 (1 Wo.)DE | AT63 (1 Wo.)AT | — | Charteinstieg: 16. November 2012                                                                                         |
| 2013 | Wie du Raop +5                                            | DE59 (1 Wo.)DE | — | — | Charteinstieg: 19. Juli 2013                                                                                             |
| 2014 | Jetzt Melodie                                             | DE55 (1 Wo.)DE | AT54 (1 Wo.)AT | — | Charteinstieg: 20. Juni 2014                                                                                             |
| 2014 | Meine Gang (Bang Bang) Melodie                            | DE75 Gold · (5 Wo.)DE | AT61 (1 Wo.)AT | — | Charteinstieg: 20. Juni 2014 Verkäufe: + 200.000; Videoauskopplung: 19. Dezember 2014 feat. Dajuan                       |
| 2018 | Noch da Tru.                                              | DE86 (1 Wo.)DE | AT57 (1 Wo.)AT | CH79 (1 Wo.)CH | Charteinstieg: 23. März 2018 Videoauskopplung: 8. Mai 2018                                                               |
| 2021 | 500 PS Trip (Deluxe-Version)                              | DE80 (1 Wo.)DE | — | — | Charteinstieg: 24. Dezember 2021                                                                                         |
| 2022 | Letzter Song Trip                                         | DE— fDE | AT73 Gold · (1 Wo.)AT | — | Charteinstieg: 29. April 2022 Verkäufe: + 15.000                                                                         |
| 2023 | Steht mir –                                               | DE55 (2 Wo.)DE | AT41 (2 Wo.)AT | — | Charteinstieg: 17. Februar 2023 B-Seite von Sie                                                                          |

### Als Gastmusiker
| Jahr | Titel Album                                       | Höchstplatzierung, Gesamtwochen, AuszeichnungChartplatzierungen (Jahr, Titel, Album, Platzierungen, Wochen, Auszeichnungen, Anmerkungen) | Höchstplatzierung, Gesamtwochen, AuszeichnungChartplatzierungen (Jahr, Titel, Album, Platzierungen, Wochen, Auszeichnungen, Anmerkungen) | Höchstplatzierung, Gesamtwochen, AuszeichnungChartplatzierungen (Jahr, Titel, Album, Platzierungen, Wochen, Auszeichnungen, Anmerkungen) | Anmerkungen |
| Jahr | Titel Album                                       | DE | AT | CH | Anmerkungen |
| ---- | ------------------------------------------------- | --- | --- | --- | --- |
| 2012 | Horst & Monika Das Chaos und die Ordnung          | DE34 (4 Wo.)DE | — | — | Erstveröffentlichung: 7. September 2012 Die Orsons feat. Cro                                                   |
| 2012 | Fühlt sich wie Fliegen an Hallo Welt!             | DE27 Gold · (18 Wo.)DE | AT47 (2 Wo.)AT | — | Erstveröffentlichung: 16. November 2012 Verkäufe: + 150.000; Max Herre feat. Clueso & Cro                      |
| 2014 | Do They Know It’s Christmas? (Deutsche Version) – | DE1 (5 Wo.)DE | AT10 (3 Wo.)AT | CH21 (2 Wo.)CH | Erstveröffentlichung: 21. November 2014 mit Band Aid 30 Germany; Original: Band Aid                            |
| 2016 | Jackpot Wünschdirwas                              | — | — | — | Erstveröffentlichung: 6. Mai 2016 Teesy feat. Cro                                                              |
| 2019 | 5 Minuten KitschKrieg                             | DE10 Gold · (6 Wo.)DE | AT13 (5 Wo.)AT | CH38 (2 Wo.)CH | Erstveröffentlichung: 8. Februar 2019 Verkäufe: + 200.000 KitschKrieg feat. Cro, AnnenMayKantereit & Trettmann |
| 2019 | 1975 –                                            | DE52 (2 Wo.)DE | AT44 (1 Wo.)AT | CH97 (1 Wo.)CH | Erstveröffentlichung: 10. Mai 2019 Majan feat. Cro                                                             |
| 2019 | 1000 Hits LSD                                     | DE14 Gold · (10 Wo.)DE | AT13 Gold · (4 Wo.)AT | CH30 (3 Wo.)CH | Erstveröffentlichung: 1. November 2019 Verkäufe: + 215.000; Jamule feat. Cro                                   |
| 2020 | Frühstück in Paris CB7                            | DE1 Gold · (14 Wo.)DE | AT1 Gold · (14 Wo.)AT | CH3 (12 Wo.)CH | Erstveröffentlichung: 21. August 2020 Verkäufe: + 215.000; Capital Bra feat. Cro                               |
| 2021 | Cloud 7 DardyNextDoor                             | DE12 (4 Wo.)DE | AT20 (3 Wo.)AT | CH36 Gold · (2 Wo.)CH | Erstveröffentlichung: 5. August 2021 Verkäufe: + 10.000; Dardan feat. Cro                                      |
| 2021 | God Bless Chieff Loves You                        | DE— gDE | — | — | Erstveröffentlichung: 9. September 2021 Badchieff feat. Cro                                                    |
| 2021 | Ihr kriegt uns nie mehr klein Boom Schakkalakka   | — | — | — | Erstveröffentlichung: 19. November 2021 Dikka feat. Various Artists                                            |
| 2022 | Alles anders (weniger im Arsch) –                 | DE31 (2 Wo.)DE | AT35 (1 Wo.)AT | CH82 (1 Wo.)CH | Erstveröffentlichung: 4. März 2022 Schmyt feat. Cro                                                            |
| 2022 | Glücklich Altbau                                  | DE16 (10 Wo.)DE | AT24 (2 Wo.)AT | CH40 (1 Wo.)CH | Erstveröffentlichung: 24. März 2022 01099 feat. Cro                                                            |
| 2023 | Bei Nacht XV                                      | DE6 (6 Wo.)DE | AT1 (5 Wo.)AT | CH10 (3 Wo.)CH | Erstveröffentlichung: 19. Mai 2023 RAF Camora feat. Cro                                                        |
| 2023 | Sommer Nur Liebe, immer.                          | DE10 (7 Wo.)DE | AT29 (1 Wo.)AT | CH76 (1 Wo.)CH | Erstveröffentlichung: 6. Juli 2023 Casper feat. Cro                                                            |
| 2024 | Tempo –                                           | DE2 Gold · (29 Wo.)DE | AT7 Gold · (12 Wo.)AT | CH20 (3 Wo.)CH | Erstveröffentlichung: 16. Februar 2024 Verkäufe: + 315.000; Sampagne feat. Badchieff & Cro                     |

## Videoalben und Musikvideos

### Videoalben
| Jahr | Titel Musiklabel                                | Höchstplatzierung, Gesamtwochen, AuszeichnungChartplatzierungen (Jahr, Titel, Musiklabel, Platzierungen, Wochen, Auszeichnungen, Anmerkungen) | Höchstplatzierung, Gesamtwochen, AuszeichnungChartplatzierungen (Jahr, Titel, Musiklabel, Platzierungen, Wochen, Auszeichnungen, Anmerkungen) | Höchstplatzierung, Gesamtwochen, AuszeichnungChartplatzierungen (Jahr, Titel, Musiklabel, Platzierungen, Wochen, Auszeichnungen, Anmerkungen) | Anmerkungen                                                                 |
| Jahr | Titel Musiklabel                                | DE | AT | CH | Anmerkungen                                                                 |
| ---- | ----------------------------------------------- | --- | --- | --- | --------------------------------------------------------------------------- |
| 2015 | MTV Unplugged: Cro Chimperator Productions (GA) | DE*DE | — | CH5 (4 Wo.)CH | Erstveröffentlichung: 3. Juli 2015 * Verkäufe werden Livealbum hinzuaddiert |

### Musikvideos
| Jahr | Titel                                           | Regie                                                     |
| ---- | ----------------------------------------------- | --------------------------------------------------------- |
| 2011 | Dreh auf                                        | Carlo Waibel                                              |
| 2011 | Easy                                            | Harris Hodovic                                            |
| 2012 | Du                                              | Niels Münter                                              |
| 2012 | King of Raop                                    | Patrick Kamal                                             |
| 2012 | Meine Zeit                                      | Ndilyo Nimindé                                            |
| 2012 | Horst & Monika                                  | Juppi Juppsen                                             |
| 2012 | 1.000.000 Pandas                                | Dennis Ströbele, Carlo Waibel                             |
| 2012 | Einmal um die Welt                              | Ramon Rigoni, Stefan Tauber                               |
| 2012 | Fühlt sich wie fliegen an                       | Justin Izumi, Maximilian Wiedenhofer                      |
| 2013 | Whatever                                        | Ramon Rigoni                                              |
| 2013 | Höhenangst                                      | Janis Klein                                               |
| 2014 | Riskier alles                                   | Justin Kruse, Maximilian Wiedenhofer                      |
| 2014 | Traum                                           | Lars Timmermann                                           |
| 2014 | Bad Chick                                       | Niels Münter                                              |
| 2014 | Hey Girl                                        | Lars Timmermann                                           |
| 2014 | Do They Know It’s Christmas? (Deutsche Version) | Paul Ripke                                                |
| 2014 | Meine Gang (Bang Bang)                          | Martin Schreier                                           |
| 2016 | Jackpot                                         | Nikolas Reinke                                            |
| 2017 | Baum                                            | Lil Internet, Truworks                                    |
| 2017 | Unendlichkeit                                   | Aladin Mekanovic                                          |
| 2017 | Tru                                             | Colorsstudiosww                                           |
| 2017 | Todas                                           | Lil Internet                                              |
| 2018 | Computiful (Carlifornia RMX)                    | Truworks                                                  |
| 2018 | Noch da                                         | Truworks, Carlo Waibel                                    |
| 2018 | Victoria’s Secret                               | Carlo Waibel                                              |
| 2019 | 5 Minuten                                       | KitschKrieg                                               |
| 2019 | 1975                                            | Carlo Waibel                                              |
| 2019 | 1000 Hits                                       | Allan Anders, Traviez the Director                        |
| 2020 | Fall auf                                        | Moonkey                                                   |
| 2020 | Frühstück in Paris                              | Heiko Hammer                                              |
| 2020 | Endless Summer                                  |                                                           |
| 2020 | Dich                                            | Truworks                                                  |
| 2020 | Hoch                                            | Truworks                                                  |
| 2021 | Alles dope                                      | Oscar Fernandez, Carlo Waibel                             |
| 2021 | Smooth                                          | Oscar Fernandez, Carlo Waibel                             |
| 2021 | Superwoman                                      | Trip Agency                                               |
| 2021 | Blessed                                         | Lars Timmermann                                           |
| 2021 | Cloud 7                                         | Jakub Rzucidlo, Tatjana Wenig                             |
| 2021 | Ihr kriegt uns nie mehr klein                   | Alexander Gellner                                         |
| 2022 | Ich liebe…                                      | Danny Jungslund                                           |
| 2022 | Alles anders (weniger im Arsch)                 | Valentin Hansen                                           |
| 2022 | Glücklich                                       | Silkrock                                                  |
| 2022 | Crobot                                          | Stephan Telaar                                            |
| 2022 | Freiheit                                        |                                                           |
| 2022 | High                                            | MacDuke                                                   |
| 2022 | Facetime Luv                                    | MacDuke                                                   |
| 2023 | Bei Nacht                                       | Shaho Casado                                              |
| 2023 | Sommer                                          | Casey Campbell, Beat Gottwald, Benjamin Griffey           |
| 2023 | Nie weg                                         | MacDuke, Jakub Rzucidlo                                   |
| 2023 | Nie wieder normal                               | MacDuke                                                   |
| 2024 | Tempo                                           | Sebastian Schuster                                        |
| 2024 | Herz                                            | Agentur Baff, Sebastian Schuster                          |
| 2025 | Märchenwald                                     | Bahne Beliaeff, Izitheartist, Max Kuntscher, Carlo Waibel |
| 2025 | Bad Boi                                         | Sebastian Schuster, Carlo Waibel                          |

## Promoveröffentlichungen
Promo-Singles

| Jahr | Titel Album | Höchstplatzierung, Gesamtwochen, AuszeichnungChartplatzierungen (Jahr, Titel, Album, Platzierungen, Wochen, Auszeichnungen, Anmerkungen) | Höchstplatzierung, Gesamtwochen, AuszeichnungChartplatzierungen (Jahr, Titel, Album, Platzierungen, Wochen, Auszeichnungen, Anmerkungen) | Höchstplatzierung, Gesamtwochen, AuszeichnungChartplatzierungen (Jahr, Titel, Album, Platzierungen, Wochen, Auszeichnungen, Anmerkungen) | Anmerkungen                                         |
| Jahr | Titel Album | DE | AT | CH | Anmerkungen                                         |
| ---- | ----------- | --- | --- | --- | --------------------------------------------------- |
| 2017 | Baum Tru.   | DE79 (1 Wo.)DE | AT49 (1 Wo.)AT | — | Erstveröffentlichung: 30. Mai 2017                  |
| 2017 | Tru Tru.    | DE77 (2 Wo.)DE | AT69 (2 Wo.)AT | — | Erstveröffentlichung: 27. Juli 2017                 |
| 2018 | GVNG$IGNZ – | — | — | — | Erstveröffentlichung: 19. Juni 2018 feat. Badchieff |

## Sonderveröffentlichungen

### Alben
| Jahr | Titel Musiklabel                                                      | Anmerkungen |
| ---- | --------------------------------------------------------------------- | --- |
| 2012 | Easy (Limited Maxi Edition) Chimperator Productions (GA)              | Erstveröffentlichung: 23. März 2012 Verkäufe werden der Single hinzuaddiert                                                         |
| 2012 | Einmal um die Welt (Bonus-Track-Version) Chimperator Productions (GA) | Erstveröffentlichung: 2. November 2012 Verkäufe werden der Single hinzuaddiert; erschienen mit 6 (physisch) oder 7 (digital) Titeln |
| 2013 | Whatever (Maxi Edition) Chimperator Productions (GA)                  | Erstveröffentlichung: 28. Juni 2013 Verkäufe werden der Single hinzuaddiert                                                         |
| 2021 | Easy X BMG Rights Management (BMG)                                    | Erstveröffentlichung: 3. Dezember 2021 Verkäufe werden der Single hinzuaddiert                                                      |

### Lieder
| Jahr | Titel Album                                                             | Anmerkungen                                                                                 |
| ---- | ----------------------------------------------------------------------- | ------------------------------------------------------------------------------------------- |
| 2011 | Monty                                                                   | Erstveröffentlichung: 29. September 2011 Ahzumjot feat. Carina Kross, Cro, Maxat & Rockstah |
| 2012 | Horst & Monika Das Chaos und die Ordnung                                | Erstveröffentlichung: 28. September 2012 Die Orsons feat. Cro                               |
| 2012 | Unsere Jugend Play                                                      | Erstveröffentlichung: 28. September 2012 Dajuan feat. Cro                                   |
| 2012 | Up & Down Play                                                          | Erstveröffentlichung: 28. September 2012 Dajuan feat. Cro                                   |
| 2012 | Fühlt sich wie Fliegen an Hallo Welt!                                   | Erstveröffentlichung: 16. November 2012 Max Herre feat. Clueso & Cro                        |
| 2013 | Rohdiamant Hallo Monaco                                                 | Erstveröffentlichung: 4. Oktober 2013 Capo feat. Cro                                        |
| 2014 | 8kmh #hangster                                                          | Erstveröffentlichung: 17. Januar 2014 Psaiko.Dino feat. Cro & Haftbefehl                    |
| 2014 | SOS Glücksrezepte                                                       | Erstveröffentlichung: 29. August 2014 Teesy feat. Cro                                       |
| 2016 | Dollar $$$ Stoned ohne Grund                                            | Erstveröffentlichung: 8. April 2016 Danju feat. Cro                                         |
| 2016 | Tag und Nacht Stoned ohne Grund                                         | Erstveröffentlichung: 8. April 2016 Danju feat. Teesy & Cro                                 |
| 2016 | X Stoned ohne Grund                                                     | Erstveröffentlichung: 8. April 2016 Danju feat. Cro                                         |
| 2016 | Blind Wünschdirwas                                                      | Erstveröffentlichung: 15. Juli 2016 Teesy feat. Cro                                         |
| 2016 | Jackpot Wünschdirwas                                                    | Erstveröffentlichung: 15. Juli 2016 Teesy feat. Cro                                         |
| 2017 | Fela Kuti Carnival III: The Fall and Rise of a Refugee (Deluxe Edition) | Erstveröffentlichung: 3. November 2017 Wyclef Jean feat. Cro                                |
| 2020 | 1000 Hits LSD                                                           | Erstveröffentlichung: 14. Februar 2020 Jamule feat. Cro                                     |
| 2020 | 5 Minuten KitschKrieg                                                   | Erstveröffentlichung: 2. August 2020 KitschKrieg feat. Cro, AnnenMayKantereit & Trettmann   |
| 2020 | Frühstück in Paris CB7                                                  | Erstveröffentlichung: 18. September 2020 Capital Bra feat. Cro                              |
| 2021 | God Bless Chieff Loves You                                              | Erstveröffentlichung: 10. September 2021 Badchieff feat. Cro                                |
| 2022 | Glücklich Altbau                                                        | Erstveröffentlichung: 25. März 2022 01099 feat. Cro                                         |
| 2022 | Cloud 7 DardyNextDoor                                                   | Erstveröffentlichung: 28. Juli 2022 Dardan feat. Cro                                        |
| 2022 | Ihr kriegt uns nie mehr klein Boom Schakkalakka                         | Erstveröffentlichung: 26. August 2022 Dikka feat. Various Artists                           |
| 2022 | Meine Welt Boom Schakkalakka                                            | Erstveröffentlichung: 26. August 2022 Dikka feat. Cro                                       |
| 2023 | Bei Nacht XV                                                            | Erstveröffentlichung: 23. Juni 2023 RAF Camora feat. Cro                                    |
| 2023 | Party im Hotel Teil vom Ganzen                                          | Erstveröffentlichung: 4. August 2023 Miksu/Macloud feat. Cro & Wilsn                        |
| 2023 | Sommer Nur Liebe, immer.                                                | Erstveröffentlichung: 24. November 2023 Casper feat. Cro                                    |

### Videoalben
| Jahr | Titel Musiklabel                          | Anmerkungen                                                                           |
| ---- | ----------------------------------------- | ------------------------------------------------------------------------------------- |
| 2012 | Road to Raop Chimperator Productions (GA) | Erstveröffentlichung: 6. Juli 2012 Teil von Raop (Limited-Panda-Banda-Deluxe-Edition) |

## Statistik

### Chartauswertung
|                     | DE    | AT    | CH    |
| ------------------- | ----- | ----- | ----- |
| Nummer-eins-Alben   | DE6DE | AT5AT | CH2CH |
| Top-10-Alben        | DE7DE | AT7AT | CH6CH |
| Alben in den Charts | DE8DE | AT7AT | CH7CH |

|                       | DE     | AT     | CH     |
| --------------------- | ------ | ------ | ------ |
| Nummer-eins-Singles   | DE5DE  | AT4AT  | CH1CH  |
| Top-10-Singles        | DE15DE | AT11AT | CH6CH  |
| Singles in den Charts | DE65DE | AT59AT | CH36CH |

|                          | DE    | AT    | CH    |
| ------------------------ | ----- | ----- | ----- |
| Nummer-eins-Videoalben   | DE—DE | AT—AT | CH—CH |
| Top-10-Videoalben        | DE—DE | AT—AT | CH1CH |
| Videoalben in den Charts | DE—DE | AT—AT | CH1CH |

### Auszeichnungen für Musikverkäufe
Anmerkung: Auszeichnungen in Ländern aus den Charttabellen bzw. Chartboxen sind in ebendiesen zu finden.
| Land/RegionAuszeichnungen für Musikverkäufe (Land/Region, Auszeichnungen, Verkäufe, Quellen) | Gold       | Platin       | Diamant  | Verkäufe  | Quellen           |
| -------------------------------------------------------------------------------------------- | ---------- | ------------ | -------- | --------- | ----------------- |
| Deutschland (BVMI)                                                                           | 18× Gold18 | 18× Platin18 | Diamant1 | 9.615.000 | musikindustrie.de |
| Österreich (IFPI)                                                                            | 9× Gold9   | 7× Platin7   | —        | 305.000   | ifpi.at           |
| Schweiz (IFPI)                                                                               | 6× Gold6   | 2× Platin2   | —        | 140.000   | hitparade.ch      |
| Insgesamt                                                                                    | 33× Gold33 | 27× Platin27 | Diamant1 |           |                   |